# Kattun
Kattun (von arabisch قطن, DMG quṭn ‚Baumwolle‘, das englische Wort cotton für einfache Baumwolle ist damit verwandt, das niederländische katoen wird exakt gleich ausgesprochen) ist ein glattes, relativ dichtes, einfarbiges oder bedrucktes Gewebe in  Leinwandbindung aus Baumwolle oder auch aus Chemiefaser-Garnen.

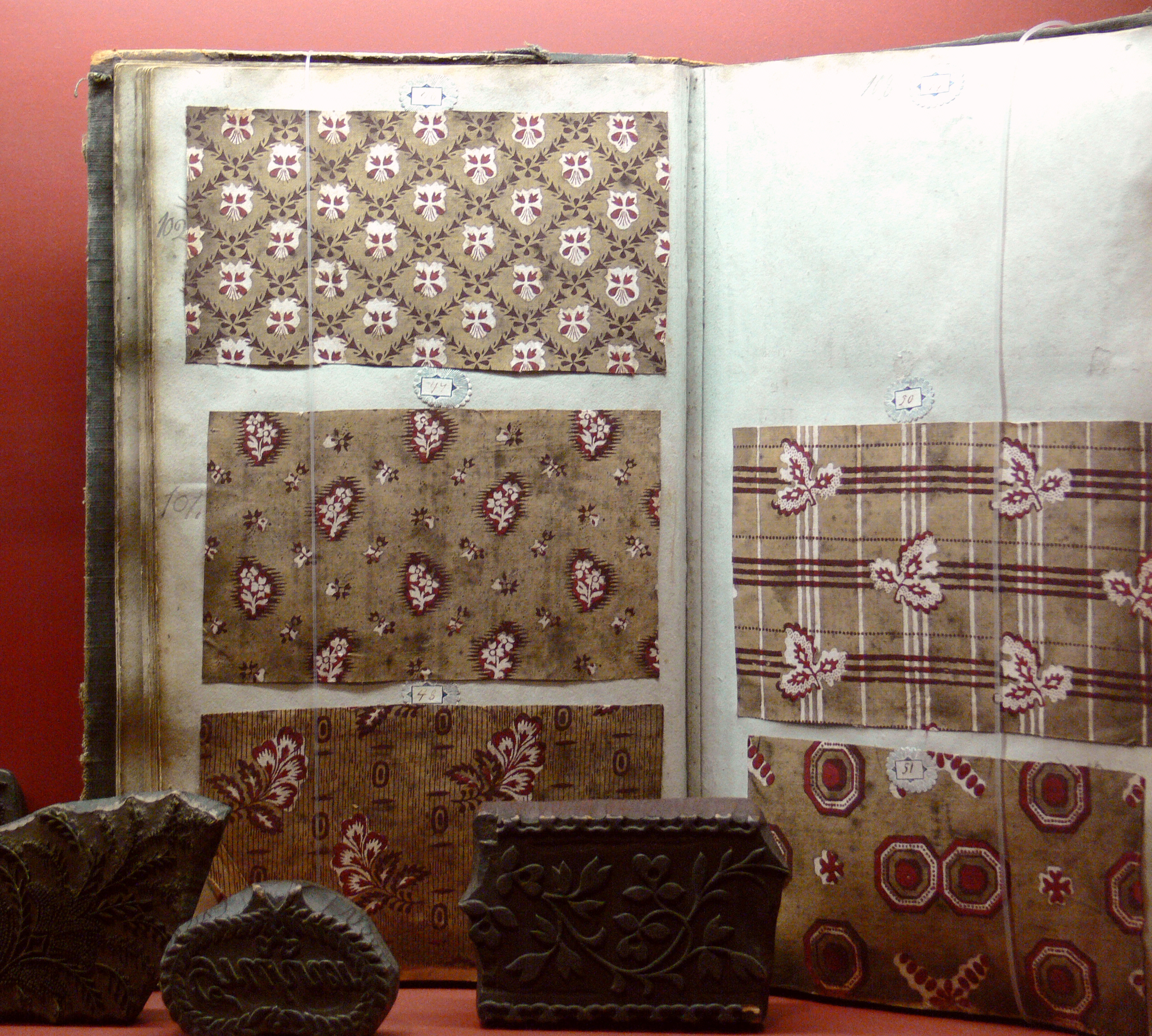
Musterbuch und Druckformen der Kattundruckerei E. Glück, Schloßbergmuseum Chemnitz

## Arten
Weißer Kattun, zum Bedrucken bestimmt, bildet den Rohkattun, dazu gehören auch Kammertuch und Schirting.
Einfarbige, gestreifte und geglättete Kattune heißen Sarsenets und Futterleinwand.
Bedruckte Kattune (in England meist Kalikos, in Frankreich Indiennes genannt) kamen ursprünglich als Handarbeit aus Indien nach Europa. Später gelangte die Maschinenproduktion in Europa zu solcher Entwicklung, dass bedruckte Kattune ab Ende des 17. Jahrhunderts einen der wichtigsten Artikel der Web- und Druckindustrie in England, Deutschland, Frankreich und der Schweiz bildeten und diese europäischen Kattune in Indien die Handarbeit verdrängten.
Feinere Sorten des Kattuns nennt man auch Zitz, die gröberen wurden als einfarbiger Futterkattun vertrieben.

## Geschichte
Die ersten Spuren der Verfertigung von Baumwollzeug finden sich nach Herodot bei Völkern in der Gegend des Kaspischen Meers, dann bei den Ägyptern, von denen diese Kunst zu den Indern überging. Diese trieben schon 138 v. Chr. mit bedruckten und bemalten baumwollenen Stoffen Handel nach China.
Bis zum Ende des vorigen Jahrhunderts zeichneten sich die ostindischen Kattune vor andern durch Lebhaftigkeit und Festigkeit der Farben aus, was durch sorgfältige Zubereitung der Farben und Vorbereitung des Kattuns zur Annahme der Farbe bewirkt wurde.